# سياسة في 2020
تتمثل الأحداث المتعلقة بالشؤون العالمية في عام 2020، بالسياسة الوطنية، والسياسة العامة، والحكم، والاقتصاد العالمي، والأعمال التجارية الدولية، التي جرت في شعوب ومناطق ومنظمَات مختلفة حول العالم.

## الأحداث

### كانون الثاني
الأول من كانون الثاني
أصبحت جميع الأعمال المنشورة في عام 1924 باستثناء بعض التسجيلات الصوتية ملكية عامة في الولايات المتحدة. وهو أول إذن بالنشر لمادة إلى الملكية العامة منذ عام 1987.
تخترق حشود من المتظاهرين مجمع السفارة الأمريكية في بغداد بالعراق، ثم تنسحب بعد أن أطلقت المارينز الأمريكية الغاز المسيل للدموع. ووقعت الاضطرابات ردًا على الضربات الجوية الأمريكية على الميليشيات الموالية لإيران في العراق.
أصبحت الماريجوانا الترفيهية قانونية في إلينوي بالولايات المتحدة.
تدخل قوانين الولاية بشأن الكفالة، واقتصاد الخدمة المؤقتة، والحد الأدنى للأجور، وخصوصية البيانات، ومراقبة السلاح الأحمر حيز التنفيذ في العديد من الولايات الأمريكية وتشمل كاليفورنيا، ونيويورك، وكولورادو، ونيفادا، وهاواي.
تدخل العديد من اللوائح الفيدرالية الجديدة حيز التنفيذ في الولايات المتحدة اعتبارًا من هذا التاريخ، وتشمل القوانين الجديدة المتعلقة بالتقاعد، وقوانين الحد الأدنى للأجور، وقوانين العمل الإضافي.
الثاني من كانون الثاني
أعلنت حكومة نيو ساوث ويلز في أستراليا حالة الطوارئ لتصبح سارية المفعول في الثالث من كانون الثاني مع اندلاع حرائق الغابات، التي تهدد حياة البشر والممتلكات بالإضافة إلى القضاء على ما يصل إلى 500 مليون حيوان.
يستعِد 750 جنديًا أمريكيًا للانتشار في العراق للدفاع عن السفارة الأمريكية في بغداد.
أبلغت تركيا عن تدفق جديد للاجئين وأزمة محتملة، مع هجرة 250 ألف سوري من سوريا إلى تركيا، بسبب هجمات الحكومة السورية على الجماعات المتمردة حول إدلب.
استقالة زوران زاييف، رئيس وزراء مقدونيا الشمالية. ويصبح أوليفر سباسوفسكي رئيس الوزراء المؤقت إلى حين تشكيل حكومة جديدة بعد انتخابات 12 نيسان.
يؤدي مجلس الوزراء المكون من أغلبية نسائية اليمين لأول مرة في النمسا. كما أنها المرة الأولى التي يشكل فيها حزب الخضر - البديل الأخضر بالتحالف مع حزب الشعب النمساوي المحافظ جزءًا من الائتلاف الحاكم.
الثالث من كانون الثاني
أزمة الخليج الفارسي2019-2020 : يوافق الرئيس دونالد ترامب على القتل المستهدف للجنرال الإيراني قاسم سليماني وقائد القوات شبه العسكرية العراقية أبو مهدي المهندس في بغداد، العراق.
مخاوف رائجة على تويتر من صراع بين إيران والولايات المتحدة يؤدي إلى الحرب العالمية الثالثة.
تحظر اللجنة الانتخابية الإسبانية الرئيس الكتالوني كيم تورا من العمل في البرلمان الإقليمي.
الرابع من كانون الثاني
قتلت غارة جوية على الأكاديمية العسكرية 16 شخصاً وأصابت 37 أيضاً بجروح جنوب طرابلس بليبيا.
الخامس من كانون الثاني
هزم رئيس الوزراء السابق زوران ميلانوفيتش الرئيس كوليندا غرابار كيتاروفيتش بنسبة 53٪ من الأصوات في الانتخابات الرئاسية الكرواتية لعام 2020.
السادس من كانون الثاني
يقر رئيس الوزراء الأسترالي سكوت موريسون بأن تغير المناخ يلعب دورًا في حرائق الغابات في أستراليا، على عكس موقفه السابق.
أعلنت نانسي بيلوسي رئيسة مجلس النواب الأمريكي أنها ستُقَدم قرارًا للحد من قدرة الرئيس ترامب على اتخاذ إجراءات ضد إيران.
امتنعت الأرجنتين والمكسيك في اجتماع لمجموعة ليما عن دعم خوان غوايدو بصفتهِ رئيساً للجمعية العامة لفنزويلا.
السابع من كانون الثاني
تولى بيدرو سانشيز منصب رئيس حكومة إسبانيا بأغلبية 167 صوتًا مقابل 165 صوتًا ضدها وامتناع 18 صوتًا عن التصويت.
الثامن من كانون الثاني
إصابة قاعدتين عسكريتين أمريكيتين في العراق بعشرات الصواريخ التي أطلقتها إيران؛ ولم يبلغ عن وقوع إصابات أو أضرار جسيمة.
قال الرئيس الأمريكي دونالد ترامب إن إيران «تبدو وكأنها تتراجع» بعد مقتل قاسم سليماني، لكنه أعلن عن عقوبات جديدة ضد إيران.
انضم ما يصل إلى 25 كرور (250 مليون) شخص إلى إضراب عام في الهند ردًا على إصلاحات عمل بهارات بانده.
التاسع من كانون الثاني
اللجنة الأولمبية الدولية تحظر الإيماءات السياسية للرياضيين في دورة الألعاب الأولمبية الصيفية 2020.